# Zerkten
Zerkten (franska: Zerkten (CR), Zerkten (Commune Rurale), arabiska: تيغدوين) är en kommun i Marocko.   Den ligger i provinsen Al Haouz och regionen Marrakech-Safi, i den centrala delen av landet, 290 km söder om huvudstaden Rabat. Antalet invånare är 19 124.